# Otto Rank
Otto Rank (rođen kao Otto Rosenfeld; Beč, 22. travnja 1884. - New York, 31. listopada 1939.) bio je austrijski psihoanalitičar, pisac i učitelj. 
Rođen u Beču, bio je jedan od najbližih kolega Sigmunda Freuda punih 20 godina, plodan pisac o psihoanalitičkim temama, urednik dvaju eminentnih analitičkih časopisa svoga doba, generalni direktor Freudove izdavačke kuće te kreativni teoretičar i terapeut. Rank je 1926. napustio Beč i otišao u Pariz, a do kraja života nastavio je uspješnu karijeru predavača, pisca i terapeuta u Francuskoj i Sjedinjenim Državama.
Godine 1905., u dobi od 21 godine, Otto Rank je Freudu predstavio kratak rukopis o umjetniku, studiju koja se toliko dojmila Freuda da je pozvao Ranka da postane tajnik novonastalog Bečkog psihoanalitičkog društva. Rank je tako postao prvi plaćeni član psihoanalitičkog pokreta, te Freudova „desna ruka” gotovo 20 godina. Freud je Ranka, s kojim je bio intelektualno bliži od svojih sinova, smatrao najbriljantnijim svojim bečkim učenikom.
Potaknut i podržan od Freuda, Rank je završio srednju školu, pohađao Sveučilište u Beču i doktorirao književnost 1912. Njegova teza o sagi o Lohengrinu objavljena je 1911., i bila je prva freudovska doktorska disertacija objavljena kao knjiga.
Rank je bio jedan od šest Freudovih suradnika okupljenih u tajnom „odboru” ili „prstenu” koji je nastojao braniti psihoanalitičku glavnu struju, kada se razvila opozicija predvođena Adlerom i Jungom. Rank je bio najplodniji autor u „prstenu” osim samog Freuda, koji je proširio psihoanalitičku teoriju na proučavanje legendi, mitova, umjetnosti i drugih kreativnih djela.
Njegovo se ime pojavilo ispod Freudovog na naslovnoj stranici Freudovih glavnih djela od 1914. do 1930. Između 1915. i 1918. Rank je služio kao tajnik Međunarodne psihoanalitičke udruge, koju je Freud osnovao 1910.
Rank je objavio „Traumu rođenja” 1924. istražujući kako su umjetnost, mit, religija, filozofija i terapija bili osvijetljeni separacijskom tjeskobom u „fazi prije razvoja Edipovog kompleksa” (str. 216). Međutim, takva faza nije postojala u Freudovim teorijama. Edipov kompleks, objasnio je Freud, bio je srž neuroze i temeljni izvor cijele umjetnosti, mitova, religije, filozofije, terapije - zapravo cijele ljudske kulture i civilizacije. Bio je to prvi put da se netko iz užeg kruga usudio sugerirati da Edipov kompleks možda nije glavni uzročni čimbenik psihoanalize. Rank je prvi upotrijebio izraz „pre-edipalno” na javnom psihoanalitičkom forumu 1925. godine.U samoanalizi vlastitih spisa iz 1930., Rank je primijetio da je Melanie Klein prenaglasila pre-edipalni superego, bez ikakvog spomena na njega.